# Liste der Monuments historiques in Saint-Bris-des-Bois
Die Liste der Monuments historiques in Saint-Bris-des-Bois führt die Monuments historiques in der französischen Gemeinde Saint-Bris-des-Bois auf.

## Liste der Bauwerke
| Bezeichnung                          | Beschreibung                  | Standort | Kennzeichnung | Schutzstatus | Datum | Bild           |
| ------------------------------------ | ----------------------------- | -------- | ------------- | ------------ | ----- | -------------- |
| Reste der ehemaligen Abtei Fontdouce | Erbaut ab dem 12. Jahrhundert | (Lage)   | PA00105160    | Classé       | 1986  | weitere Bilder |
| Kirche St-Brice                      | Erbaut im 12. Jahrhundert     | (Lage)   | PA00105161    | Inscrit      | 1973  | weitere Bilder |

## Liste der Objekte
| Bezeichnung                      | Beschreibung                                                        | Standort                      | Kennzeichnung | Schutzstatus | Datum | Bild           |
| -------------------------------- | ------------------------------------------------------------------- | ----------------------------- | ------------- | ------------ | ----- | -------------- |
| Ziborium                         | Silber, 1683                                                        | in der Kirche St-Brice (Lage) | PM17001566    | Inscrit      | 1989  |                |
| Skulptur Notre Dame de Fontdouce | Madonna mit Kind; Holz, polychrom gefasst, 17. oder 18. Jahrhundert | in der Kirche St-Brice (Lage) | PM17001784    | Inscrit      | 1994  | weitere Bilder |